# La Sortija
La Sortija es un paraje rural argentino del partido de Tres Arroyos, en la provincia de Buenos Aires.

## Ubicación
Se encuentra a 67 km al noroeste de la ciudad de Tres Arroyos a través de un camino rural de tierra que se desprende desde la Ruta Provincial 85.

## Historia y población
La habilitación de la estación ferroviaria del Ramal Juan E. Barra - Coronel Dorrego del Ferrocarril del Sud en 1929, dio lugar a la formación del pueblo. La posterior clausura de 1977 de los servicios ferroviarios provocó la declinación demográfica.
En los últimos censos de 2001 y 2010, fue censado como población rural dispersa.